# Болеславець (Великопольське воєводство)
Болеславець (пол. Bolesławiec, нім. Wildrode) — село в Польщі, у гміні Мосіна Познанського повіту Великопольського воєводства.
Населення — 96 осіб (2011).
У 1975-1998 роках село належало до Познанського воєводства.

## Демографія
Демографічна структура станом на 31 березня 2011 року:
|          | Загалом | Допрацездатний вік | Працездатний вік | Постпрацездатний вік |
| -------- | ------- | ------------------ | ---------------- | -------------------- |
| Чоловіки | 44      | 9                  | 32               | 3                    |
| Жінки    | 52      | 12                 | 34               | 6                    |
| Разом    | 96      | 21                 | 66               | 9                    |